# Office français de la biodiversité
Pour les articles homonymes, voir OFB.
L’Office français de la biodiversité (OFB) est un établissement public de l'État, qui contribue, s'agissant des milieux terrestres, aquatiques et marins, à la surveillance, la préservation, la gestion et la restauration de la biodiversité, ainsi qu'à la gestion équilibrée et durable de l'eau en coordination avec la politique nationale de lutte contre le réchauffement climatique. L'OFB résulte de la fusion, au 1er janvier 2020, de l'Agence française pour la biodiversité (AFB) et de l'Office national de la chasse et de la faune sauvage (ONCFS). La loi du 24 juillet 2019 modifie également les missions des fédérations de chasseurs et a pour objectif affiché de renforcer la police de l'environnement.

## Historique

### Structures pré-existantes

#### Office national de la chasse et de la faune sauvage
L'Office national de la chasse et de la faune sauvage (ONCFS) est un établissement public à caractère administratif, fondé en 1972 et chargé de la police de la chasse et de l'environnement ainsi que de la connaissance de la faune sauvage et de ses habitats à travers des études et des recherches.

#### Agence française pour la biodiversité
La loi du 8 août 2016 rapproche plusieurs opérateurs des politiques de l’eau et de la biodiversité, tous écosystèmes compris, au sein de l’Agence française pour la biodiversité (AFB). L'agence est fondée le 1er janvier 2017.

### Contexte de rapprochement
L’Inspection générale des finances et le Conseil général de l'environnement et du développement durable rendent un rapport en avril 2018, sur l'avenir des opérateurs de l’eau et de la biodiversité dont il ressort que « les politiques de l'eau et de la biodiversité, bien que pilotées depuis dix ans par une même direction d’administration centrale, se sont construites par juxtaposition et accumulation d’objectifs, sans se poser la question de l’adéquation des missions et des moyens et sans vision globale. Les contraintes budgétaires sont ainsi devenues les véritables déterminants de ces politiques. ».
Le Plan biodiversité est adopté le 4 juillet 2018 par le Comité interministériel de la biodiversité dans lequel il est prévu de renforcer les moyens et l’efficacité de cette action.
Le gouvernement Philippe II prend l'initiative d'un projet de loi contenant des dispositions permettant de simplifier et d’améliorer l’exercice des missions et de créer des synergies avec l’action des fédérations de chasseurs. L'objectif du rapprochement des établissements est de renforcer leurs compétences régaliennes de police administrative et judiciaire, aux côtés des actions de pédagogie, de communication, d’incitation ou d’accompagnement technique et financier.
Le projet de loi est présenté en Conseil des ministres du 14 novembre 2018 par François de Rugy, ministre de la Transition écologique et solidaire. Il est adopté en première lecture par l’Assemblée nationale le 24 janvier 2019, de même qu'au Sénat le 11 avril 2019. Lors du débat parlementaire, la place des chasseurs fait l'objet de vives controverses. Le texte élaboré par la Commission mixte paritaire est définitivement adopté le 16 juillet 2019 et promulgué. Le texte prévoit la fusion de l'Agence française pour la biodiversité et de l'Office national de la chasse et de la faune sauvage.

### Fondation de l'Office français de la biodiversité en 2020
Fondé par la loi no 2019-773 du 24 juillet 2019, l'Office français de la biodiversité (OFB) entre en fonction, officiellement, le 1er janvier 2020.
En 2023, en partenariat avec Régions de France, l'OFB organise la première édition des Rencontres biodiversité et territoires les 12 et 13 décembre 2023 à Montpellier.

### Remises en cause de l'établissement et de ses missions
En 2023, une manifestation des pêcheurs est organisée à Brest, devant le siège dédié au milieu marin et ancien siège de l'Agence des aires marines protégées, afin de protester contre un projet de changement de réglementation européenne visant à interdire la pêche dans les aires marines protégées,. L'établissement, cristallisant les tensions de la profession, est pris comme cible par des mortiers et fusées de détresse et un incendie s'y déclare dans la nuit, brulant l'ensemble de la toiture. Le secrétaire d’État à la mer, Hervé Berville, est accusé par des associations de protection des océans et des syndicats de l'OFB d'avoir envenimé la situation et décrédibilisé les missions de l'établissement,.
À la suite des heurts avec le monde agricole début 2024, le gouvernement Attal place l'Office sous tutelle, selon Mediapart, en réponse aux demandes de la Fédération nationale des syndicats d'exploitants agricoles (FNSEA). Une cinquantaine d'actions de "protestation" du monde agricole à l'encontre de l'établissement sont recensées sur l'année,, dont le sabotage d'un véhicule et une attaque au tracteur bélier sur un local occupé,. Jean Bacci, sénateur Les Républicains, et Jean-François Longeot, sénateur de l'Union centriste, rédigent un rapport, validé par la commission aménagement et développement durable du Sénat, qui « pointe un déficit de légitimé patent » et indique que l'office est « trop souvent assimilé à un censeur ou un gendarme de la biodiversité, faute de calibrer correctement ses interventions auprès des acteurs de son écosystème. » La méthode de travail ayant abouti à ces conclusions ainsi que les conclusions elles-mêmes sont critiquées et l'OFB soutenue par des élus de gauche et des associations environnementales,,. Le gouvernement Barnier annonce dans la foulée que les agents de police de l'environnement devront cacher leur arme de service et initie une « mission flash pour une amélioration des relations entre l’OFB et le monde agricole. ».
En 2025, l’Office français de la biodiversité fait l'objet de critiques de plus en plus virulentes, en particulier de la droite française. Les Républicains, et en particulier Laurent Wauquiez, soutiennent la dissolution de l'établissement,. Dans ce contexte, le Premier ministre François Bayrou déclare, dans le cadre de son discours de politique générale du 14 janvier 2025, que les inspections des fossés ou des points d’eau réalisés avec une arme à la ceinture « dans une ferme déjà mise à cran par la crise » sont une « faute ». 
Les associations de conservation de l'environnement critiquent fortement le discours du premier ministre tout comme les syndicats de l'OFB, et celui du Syndicat de la magistrature qui considèrent le discours comme un affront, et que l'OFB est devenu « un bouc émissaire », « jeté en pature » au monde agricole, évoquant les attaques subséquentes contre leurs antennes dans les jours qui suivent,,. Le rapport de la mission flash initiée par le gouvernement en novembre conclut également en début février 2025 que l'établissement est un bouc-émissaire et considère un « effet de loupe des réseaux sociaux » et confirme la quasi-absence de tensions réelles sur le terrain entre l'OFB et les agriculteurs, en décalage avec les discours politiques,. Les syndicats de l'établissement considèrent en effet qu'un agriculteur est contrôlé en moyenne une fois tous les 130 ans selon le rythme actuel. En réponse à la situation et aux messages politiques, les syndicats appellent à mise en retrait des activités en lien avec le monde agricole et  près de 90% des agents se mettent en grève le 31 janvier 2025 et manifestent devant les préfectures,,, parfois rejoints par des associations de protection de l'environnement. Le directeur général ainsi que la présidente du conseil d’administration de l'établissement public cosignent une lettre ouverte aux agriculteurs le 24 février 2025 pour expliquer qu'il n'y a pas opposition entre l'agriculture et l'environnement et le même jour une lettre cosignée par la préfète de région Auvergne-Rhône-Alpes et le directeur général de l'OFB rappelle les missions et statistiques des années précédentes, soulignant leurs actions positives auprès de cette catégorie professionnelle.

## Missions

### Police
L'office contribue à l’exercice de la police administrative et judiciaire relative à l’eau, aux espaces naturels, aux espèces, à la chasse et à la pêche, à la police sanitaire en lien avec la faune sauvage. En matière de police administrative, les inspecteurs de l’environnement peuvent prélever des échantillons, lorsqu’ils interviennent en police sanitaire. Dans le domaine de la police judiciaire il peut, par les inspecteurs de l’environnement, sous le contrôle du procureur de la République, conduire des enquêtes de la constatation de l’infraction au renvoi du prévenu devant le tribunal, sans avoir à se dessaisir au profit d’un officier de police judiciaire généraliste ;
L'Office français de la biodiversité assure les missions de police de la chasse et l'une de ses priorité est de veiller au respect des règles de sécurité pour les chasseurs, via la sensibilisation, la communication et le contrôle pouvant aboutir à la répression des infractions.
Il est également chargé, pour le compte de l'État, de l'organisation de l'examen du permis de chasser, en collaboration avec les fédérations départementales des chasseurs, ainsi que de la délivrance de ce permis. Un décret du 5 février 2020 précise les modalités.

### Connaissance
L'OFB favorise la connaissance, la recherche et l’expertise sur les espèces, les milieux, leurs fonctionnalités et usages, les risques sanitaires en lien avec la faune sauvage, et l’expertise en matière de gestion adaptative des espèces.

### Appui aux politiques publiques
L'OFB aide à la mise en œuvre des politiques publiques de l’eau et de la biodiversité. Par exemple au travers d'un appui à la prise en compte de la biodiversité dans l'instruction de dossier d'évaluation environnementale par les Direction régionale de l'Environnement, de l'Aménagement et du Logement (DREAL) ou des direction départementale des territoires (DDT-M).

### Gestion d'aires protégées

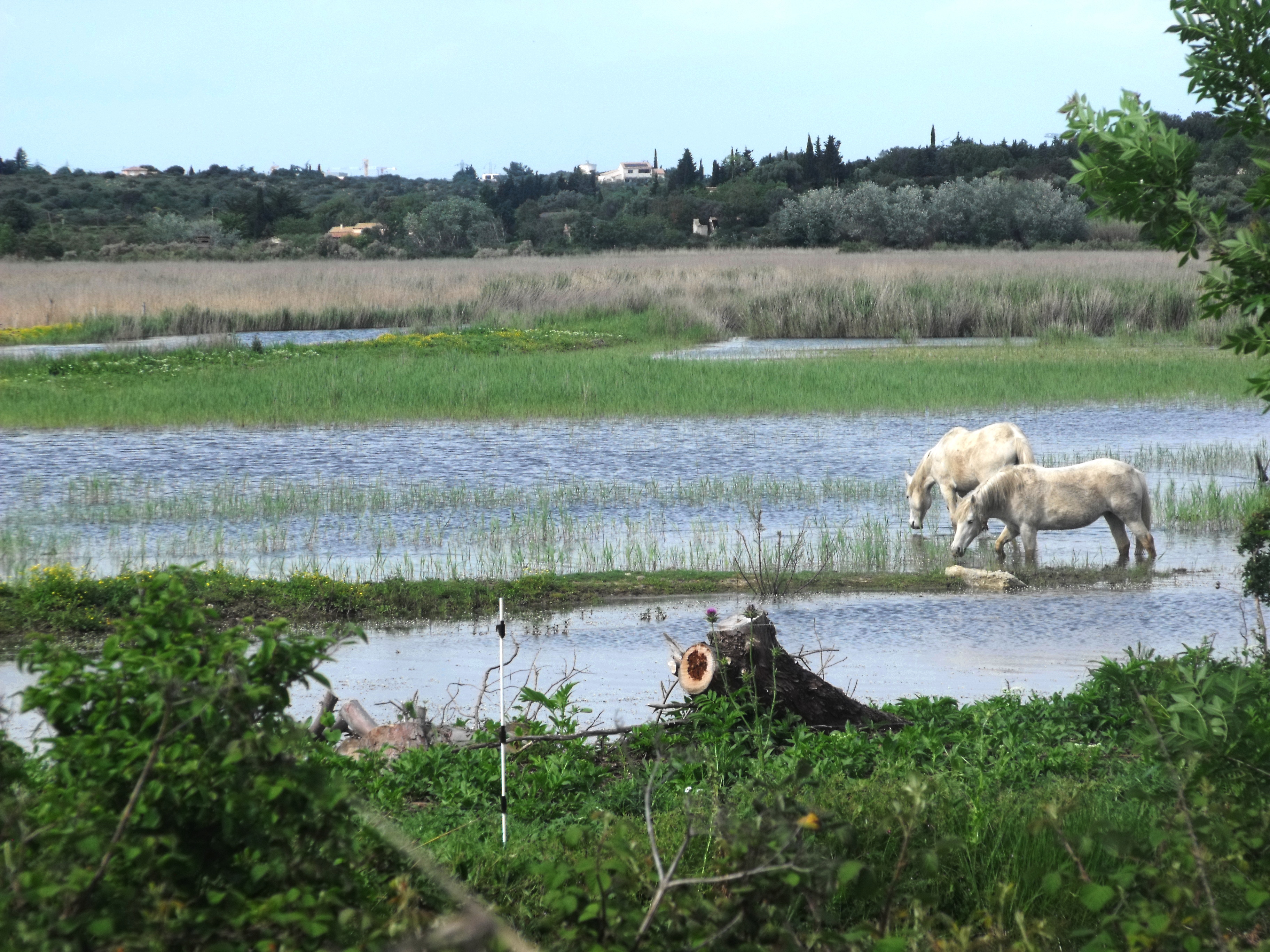
Réserve naturelle nationale de l'Estagnol - Villeneuve les Maguelone, Hérault, France.

L’OFB gère ou participe à la gestion de plusieurs aires protégées :
- 8 parcs naturels marins (6 en métropole et 2 dans les Outre-mer) ;
- le sanctuaire de mammifères marins Agoa aux Antilles françaises ;
- 110 sites Natura 2000 marins (sur les 220 sites marins existants) et 4 sites Natura 2000 terrestres (sur les 1 560 sites terrestres existants) ;
- 8 réserves naturelles nationales (RNN)[liste 1] ;
- 10 réserves nationales de chasse et de faune sauvage (RNCFS) (sur les 11 RNCFS existantes) et 9 réserves de chasse et de faune sauvage (RCFS), dont 3 en Corse ;
- 1 réserve de biosphère des îles et mer d'Iroise ;
- des sites du conservatoire du littoral, dont le domaine des grandes cabanes sud, en Camargue (472 ha) ;
- 1 arrêté préfectoral de protection de biotope (APPB).

L'OFB est également propriétaire d'un site, à la suite d'un legs en 1989 : 
- Le domaine de l’étang du Grand Birieux (95 ha), dans la Dombes, classé Natura 2000 et Espace naturel sensible[44].

L'OFB est chargé du suivi national de la stratégie nationale pour les aires protégées-2030.

### Mobilisation de la société
L'OFB accompagne la mobilisation de la société civile et des acteurs économiques sur les enjeux de la biodiversité, par exemple l'OFB gère les subventions pour la réalisation des Atlas de biodiversité communale.

## Organisation et  gouvernance
L’Office est placé sous la double tutelle du ministère de la Transition écologique et du ministère de l’Agriculture.

### Le conseil d'administration
L'Office est administré par un conseil d'administration qui comprend 43 membres répartis en cinq collèges constitué :
- de représentants de l'État, des représentants d'établissements publics nationaux et des personnalités qualifiées ;
- de représentants des secteurs économiques concernés, des représentants d'organisations professionnelles agricoles et forestières, d'associations agréées de protection de l'environnement, de gestionnaires d'espaces naturels, des instances cynégétiques et des instances de la pêche de loisir ;
- des représentants des comités de bassin ainsi que des collectivités territoriales et de leurs groupements ;
- des représentants élus du personnel de l'office ;
- et de deux députés dont un élu dans une circonscription ultramarine et de deux sénateurs dont un élu dans une circonscription ultramarine.

Les représentants de la Fédération nationale des chasseurs, des fédérations départementales des chasseurs et de la Fédération nationale de la pêche et de la protection du milieu aquatique représentent 10 % des membres du conseil d'administration.
La présidence du conseil d'administration est élue au sein du conseil d'administration par ses membres. Depuis le 22 octobre 2021, Sylvie Gustave dit Duflo, vice-présidente de Régions de France et vice-présidente du conseil régional de Guadeloupe, est présidente du conseil,

### Autres conseils
L'Office est doté d'un conseil scientifique et d'un comité d'orientation, placés auprès du conseil d'administration.

### Direction

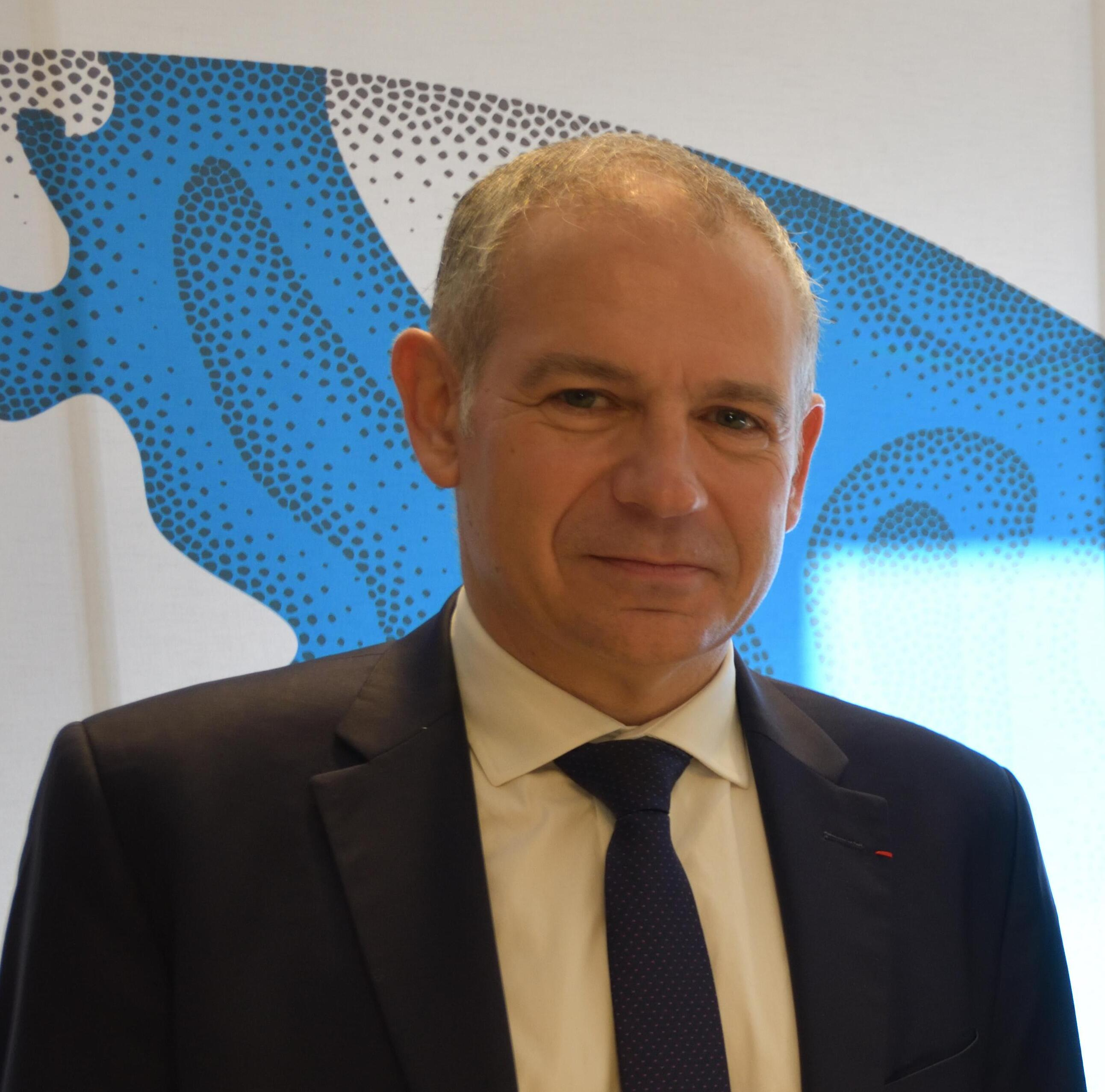
Pierre Dubreuil, directeur de 2019 à 2023

L'Office est dirigé par une direction générale, nommée par décret.
- Pierre Dubreuil : 30 décembre 2019[47] - mai 2023[48],
- Olivier Thibault : depuis mai 2023[48].

## Moyens

### Ressources financières
Dans le cadre de son budget pour 2020, l’OFB bénéficie de 433 millions d’euros de ressources, qui lui permettent notamment de réaliser une contribution au profit des onze parcs nationaux (y compris le nouveau Parc national de forêts) pour un montant de 67,5 millions d’euros pour 2021.
En 2020, ses ressources provenaient principalement :
- d’une contribution annuelle des Agences de l’eau à hauteur de 332 millions d’euros ;
- du prélèvement annuel sur le produit de la redevance pour pollutions diffuses au titre du plan Écophyto pour 41 millions d’euros ;
- d’une subvention pour charges de service public de l’État pour 41 millions d’euros[N 1].

Par la suite, la subvention pour charges de service public a été supprimée[Quand ?][Par qui ?], si bien que le budget de l'OFB provient quasi-exclusivement de la contribution de Agences de l'eau, financées à 80 % par la redevance sur l'eau payée par les ménages français.
Un rapport du Conseil économique, social et environnemental paru en 2020 établit que « les moyens et les effectifs alloués à l’OFB ne lui permettront pas de mener à bien l’ensemble de ses missions ».

### Moyens humains

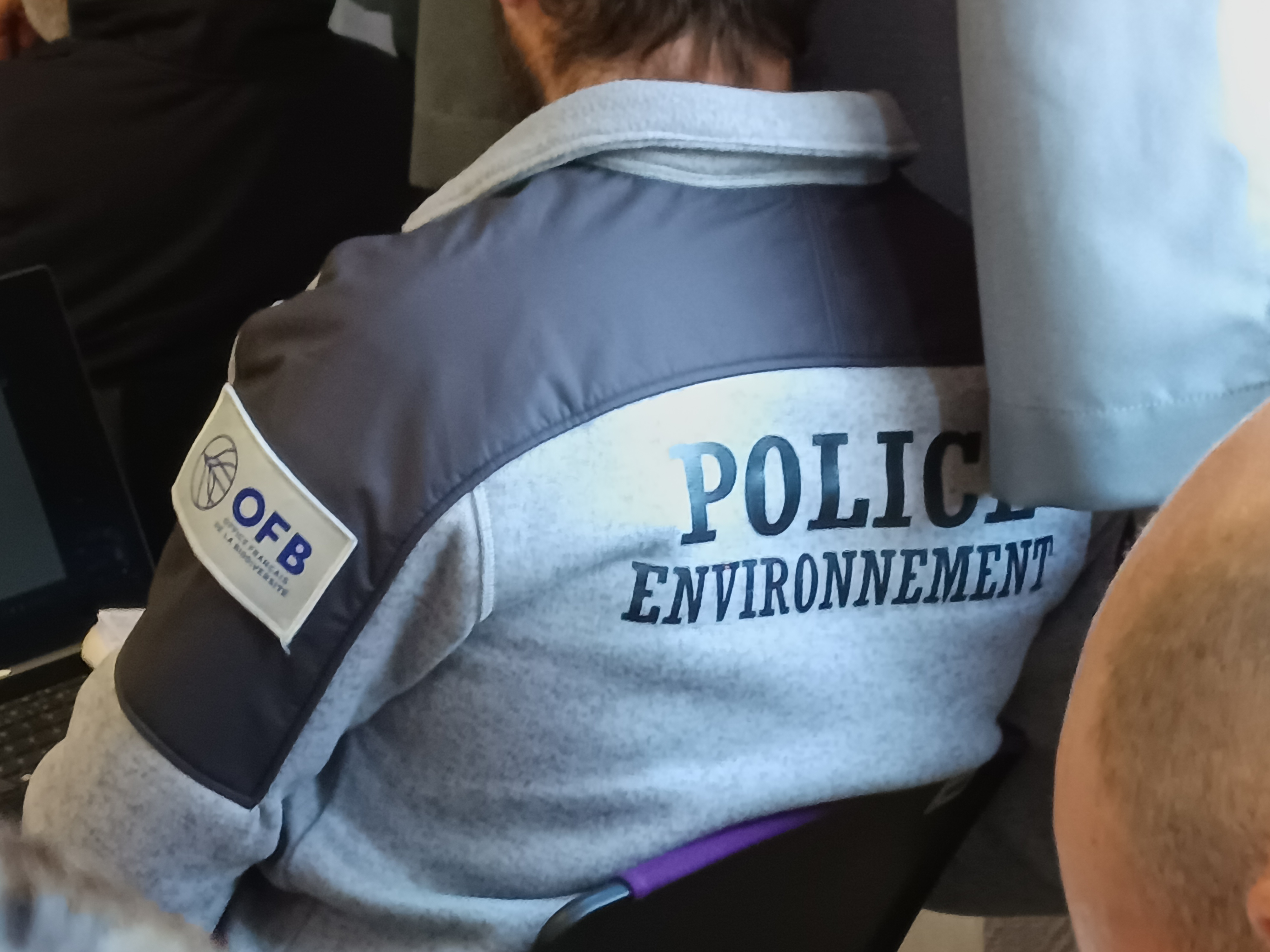
Dos d'uniforme de l'OFB.

L'Office comptent, en 2025, plus de 3000 agents, parmi ces agents il y a : des ingénieurs, vétérinaires, techniciens, personnels administratifs, etc. et environ 1700 sont des inspecteurs de l’environnement assermentés.
L'établissement s'articule sur trois niveaux :
- une échelle nationale où se définissent et se pilotent la politique et la stratégie de l’OFB (directions et délégations nationales) ;
- une échelle régionale où s’exercent la coordination et la déclinaison territoriale (directions régionales) ;
- des échelons départementaux et locaux, de mise en œuvre opérationnelle et spécifique (services départementaux, antennes de façade, parcs naturels marins, etc.).

Environ la moitié de l'effectif total sont en fonction dans les 88 services départementaux ou interdépartementaux en France métropolitaine.
À sa constitution, il était initialement prévu[Par qui ?] une réduction de 127 postes sur trois ans par rapport aux effectifs de l'AFB et de l'ONCFS. Finalement cette réduction est limitée à 60 postes sur 2021 et 2022 et finalement à 60 postes postes uniquement sur 2021.
|                         | 2019 | 2020     | 2021     | 2022     | 2023     | 2024 | 2025 |
| ----------------------- | ---- | -------- | -------- | -------- | -------- | ---- | ---- |
| sous plafond législatif |      | 2612     | 2633     | 2621     | 2 682    |      |      |
| hors plafond législatif |      | 129      | 148      | 196      | 185      |      |      |
| total                   |      | 2742     | 2781,    | 2817     | 2867     |      |      |
| Masse salariale         |      | 181,3 M€ | 187,9 M€ | 197,3 M€ | 204,5 M€ |      |      |

### implantation géographique

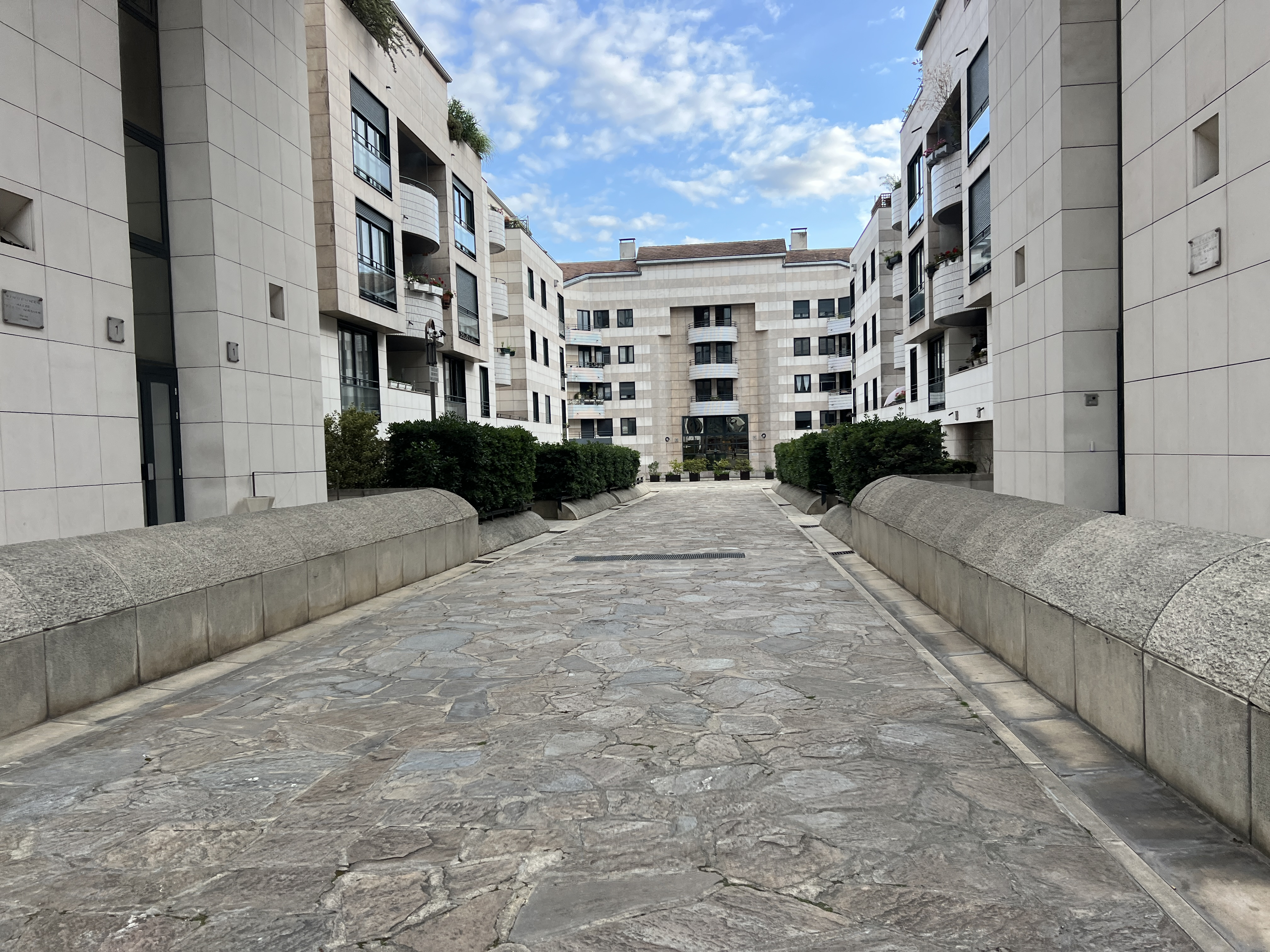
le siège de l'OFB, 5 allée Félix Nadar, Vincennes (à gauche).

Le siège social de l'Office français de la biodiversité est situé à Vincennes, dans le Val-de-Marne.
L'établissement est implanté sur l'ensemble du territoire avec ses cinq sites nationaux situés à Vincennes (Val-de-Marne), Paris (avenue de Wagram), Saint-Benoît à Auffargis (Yvelines), Brest (Finistère) et Pérols (Hérault). Localement, l'OFB est réparti en onze directions régionales, une direction interrégionale et une direction pour les outre-mer qui regroupent 90 services départementaux et trois services interdépartementaux en métropole et quatre services départementaux ultra-marins.

## Insignes de fonction
| Insignes |                   |                                                       |                                                               | | |
| Fonction | Directeur général | Directeur général délégué - directeur général adjoint | Directeur - directeur régional ou interrégional - délégué mer | Directeur adjoint - directeur régional ou interrégional adjoint - directeur délégué de parc national marin - chargé de mission à la direction de l'évaluation et de la transformation ; chargé de mission à l'inspection santé et sécurité au travail | Directeur adjoint de parc national marin - chef de service national, régional ou interrégional, départemental ou interdépartemental - responsable national - chef de pôle des brigades mobiles d'intervention - chef de service de parc national marin - chef d'unité spécialisée migrateurs |

| Insignes | | | |                 |
| Fonction | Chef de service adjoint national, régional ou interrégional, départemental ou interdépartemental - chef de brigade de inspecteurs du permis de chasser - chargé de recherche - chargé de mission de recherche - chef de brigade de la direction des grands prédateurs terrestres | Conservateur de réserve - chef d'unité de service départemental ou interdépartemental, de parc national marin, d'unité spécialisée migrateurs - chef de brigade mobile d'intervention - chef de brigade adjoint de la direction des grands prédateurs terrestres | Agent de service de police ou de service connaissances national, régional ou interrégional et départemental ou interdépartemental | Agent stagiaire |